# Gábor Jakubík
Gábor Jakubík (Komárno, 16 de abril de 1990) es un deportista eslovaco que compite en piragüismo en la modalidad de aguas tranquilas.
Ganó dos medallas en el Campeonato Mundial de Piragüismo, plata en 2018 y bronce en 2019, y tres medallas en el Campeonato Europeo de Piragüismo entre los años 2014 y 2018.

## Palmarés internacional
| Campeonato Mundial | Campeonato Mundial          | Campeonato Mundial | Campeonato Mundial |
| Año                | Lugar                       | Medalla            | Competición        |
| ------------------ | --------------------------- | ------------------ | ------------------ |
| 2018               | Montemor-o-Velho (Portugal) | Medalla de plata   | K4 1000 m          |
| 2019               | Szeged (Hungría)            | Medalla de bronce  | K4 1000 m          |
| Campeonato Europeo |                             |                    |                    |
| Año                | Lugar                       | Medalla            | Competición        |
| 2014               | Brandeburgo (Alemania)      | Medalla de plata   | K4 1000 m          |
| 2016               | Moscú (Rusia)               | Medalla de oro     | K2 500 m           |
| 2018               | Belgrado (Serbia)           | Medalla de plata   | K4 1000 m          |